# گروه لیکسن
گروه لیکسن (انگلیسی: Lakson Group) شرکت خوشه‌ای پاکستانی است، که در سال ۱۹۵۴ توسط سلطان علی لاکهانی تأسیس شد.